# Schloss Glienicke
Schloss Glienicke er et slot i Berlin. Det ligger på øen Wannsee, i nærheden af Glienicker Brücke og ovenfor Jagdschloss Glienicke.
Oprindelig var det et landhus, som blev ombygget til sommerslot i senklassicistisk stil af den berømte preussiske arkitekt Karl Friedrich Schinkel i 1826 for prins Carl.
Ved gadefronten står to gyldne løver, udformet af Schinkel efter model af løvefontenen foran Villa Medici. I slottet befinder sig en række antikke kunstgenstande, som prinsen medbragte sig fra sine rejser.
Slotsparken kaldes Volkspark Glienicke.

## Eksterne links
- Schloss Klein Glienicke (Stiftung Preußische Schlösser und Gärten Berlin-Brandenburg)

- Wikimedia Commons har flere filer relateret til Schloss Glienicke

52°24′51″N 13°05′43″Ø / 52.4142°N 13.0953°Ø